# Résolution 1249 du Conseil de sécurité des Nations unies
Membres permanents
- Chine
- États-Unis
- France
- Royaume-Uni
- Russie

Membres non permanents
- Argentine
- Bahrain
- Brésil
- Canada
- Gabon
- Gambie
- Malaisie
- Namibie
- Pays-Bas
- Slovénie

Résolution no 1248 Résolution no 1250
La Résolution 1949 est une résolution du Conseil de sécurité de l'ONU qui a été votée le 25 juin 1999 concernant la république de Nauru et qui recommande à l'assemblée générale des Nations unies d'admettre ce pays comme nouveau membre.

## Contexte historique
À la suite de cette résolution ce pays est admis à l'ONU le 14 septembre 1999 ,.

## Texte
- Résolution 1249 Sur fr.wikisource.org
- Résolution 1249 Sur en.wikisource.org